# Andrena crawfordi
Andrena crawfordi är en biart som beskrevs av Henry Lorenz Viereck 1909. Andrena crawfordi ingår i släktet sandbin, och familjen grävbin. Inga underarter finns listade i Catalogue of Life.